# 犬塚勝太郎

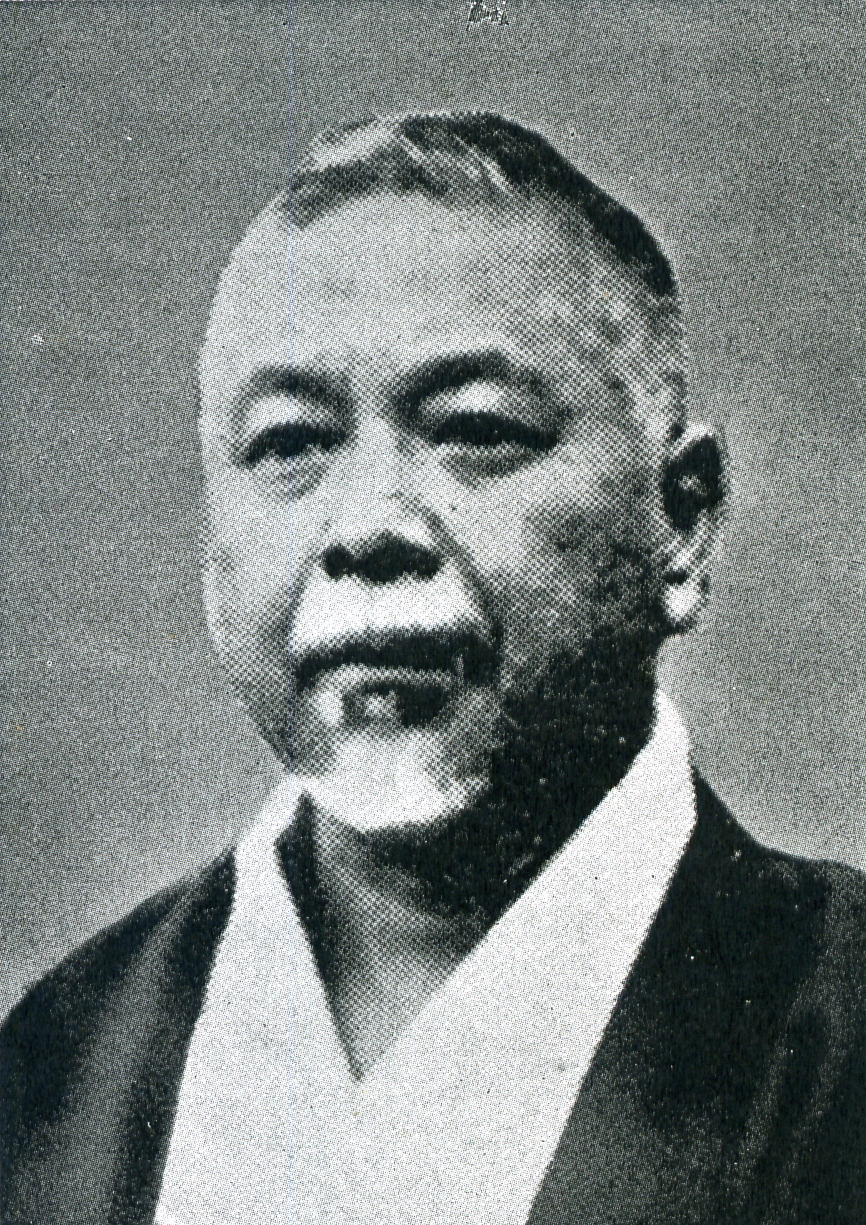
犬塚勝太郎

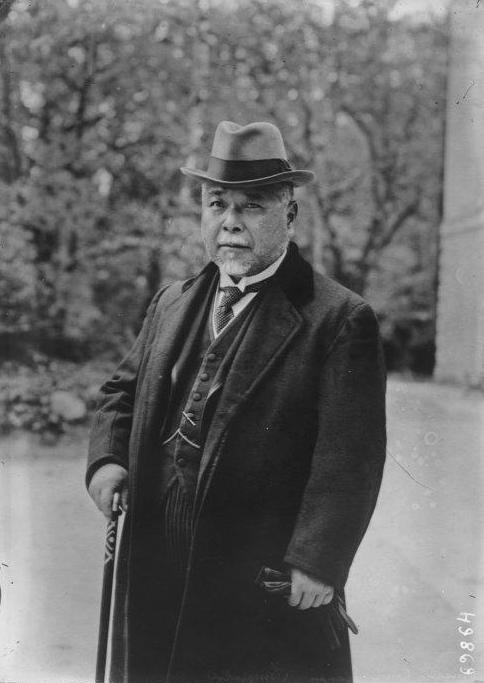
犬塚勝太郎。1921年

犬塚 勝太郎（いぬづか かつたろう、1868年3月27日〈慶応4年3月4日〉 - 1949年〈昭和24年〉7月2日）は、日本の内務・逓信官僚、政治家。府県知事、衆議院議員、貴族院議員、錦鶏間祗候。

## 経歴
庄内藩士・犬塚盛巍の長男として生まれる。大学予備門を経て、1889年7月、帝国大学法科大学法律学科（英法）を首席で卒業。内務省に入り同7月23日内務試補（年俸六百円下賜）として県治局に配属された。
1890年（明治23年）6月4日、内務大臣秘書官（西郷従道大臣）となる。以後、長崎県参事官、鉄道庁事務官、逓信省参事官兼鉄道局庶務課長、兼法制局参事官などを歴任。1896年6月から1898年1月まで、欧米の鉄道事業を視察するため出張。1899年4月7日、逓信省鉄道局長に就任した。
1904年（明治37年）1月19日京釜鉄道監理官に任命され、同年4月、青森県知事に就任。以後、内務省土木局長、長崎県知事、大阪府知事を歴任。1913年2月、逓信次官に発令され、1914年4月まで在任。同年4月21日、錦鶏間祗候に任じられる。1915年3月、第12回衆議院議員総選挙で山形県郡部区に立憲政友会から出馬して当選し、一期在任。
1918年10月2日、農商務次官となり錦鶏間祗候は消滅した。1920年6月から1922年3月まで、ジュネーヴの国際労働理事会に政府代表として派遣された。1920年6月2日、貴族院勅選議員に任じられ、交友倶楽部に属し、1947年5月の貴族院廃止まで在任。
その他、大礼使参与官、鉄道会議議員、人口食糧問題調査会委員などを務めた。

## 栄典
位階
- 1892年（明治25年）1月21日 - 従七位[8]
- 1893年（明治26年）10月10日 - 正七位[9]
- 1895年（明治28年）11月26日 - 従六位[10]
- 1898年（明治31年）4月30日 - 正六位[11]
- 1899年（明治32年）5月20日 - 正五位[12]
- 1904年（明治37年）8月1日 - 従四位[13]
- 1909年（明治42年）9月20日 - 正四位[14]
- 1919年（大正8年）5月10日 - 従三位[15]
- 1920年（大正9年）7月10日 - 正三位[16]

勲章等
- 1901年（明治34年）12月27日 - 勲四等瑞宝章[17]
- 1905年（明治38年）12月22日 - 勲三等瑞宝章[18]
- 1906年（明治39年）4月1日 - 旭日中綬章[19]・明治三十七八年従軍記章[20]
- 1912年（大正元年）12月18日 - 勲二等瑞宝章[21]
- 1914年（大正3年）3月27日 - 旭日重光章[22]
- 1915年（大正4年）11月10日 - 大礼記念章（大正）[23]
- 1919年（大正8年）
  - 5月24日 - 金杯一個[24]
  - 9月29日 - 金杯一個[25]
- 1920年（大正9年）
  - 10月14日 - 銀杯一個[26]
  - 11月1日 - 勲一等瑞宝章[27]
- 1921年（大正10年）
  - 3月23日 - 金杯一個[28]
  - 7月1日 - 第一回国勢調査記念章[29]
- 1924年（大正13年）5月31日 - 金杯一組[30]
- 1928年（昭和3年）11月10日 - 金杯一個[31]
- 1934年（昭和9年）4月29日 - 金杯一個[32]
- 1940年（昭和15年）8月15日 - 紀元二千六百年祝典記念章[33]

外国勲章佩用允許
- 1935年（昭和10年）9月21日 - 満洲帝国：満洲帝国皇帝訪日記念章[34]
- 1941年（昭和16年）12月9日 -  満洲帝国：建国神廟創建記念章[35]

## 親族
- 義父 津田出（妻の父）